# 汪澤
汪澤（1454年—？），字公溥，浙江紹興府餘姚縣人，軍籍，明朝政治人物。

## 生平
成化二十二年（1486年）丙午科浙江鄉試第五十二名舉人。弘治三年（1490年）中式庚戌科會試第三十三名，二甲第三名進士。

## 家族
曾祖汪文慶；祖父汪叔昂，知縣；父汪鑑，母前母沈氏；母宋氏。慈侍下。